# 花瀬琴音
花瀬 琴音（はなせ ことね、2002年4月22日 - ）は、日本の女優。東京都出身。

## 人物
サン・オフィスを経て、ソニー・ミュージックアーティスツ所属。
2023年、『遠いところ』で映画初主演。役作りの為、１ヶ月前から実際に沖縄県で生活し、県民に沖縄県出身者と間違われる程、完璧な沖縄弁を作中内で披露している。この作品は、沖縄県で、その年の劇場映画動員数（洋画も含む）年間ランキングで10位を記録している。
特技はダンス、子供の面倒をみること。趣味は散歩、漫画鑑賞、食べること。

## 受賞歴
2024年
- 第37回高崎映画祭 最優秀新人俳優賞（『遠いところ』）
- 第33回日本映画批評家大賞 新人女優賞（小森和子賞）（『遠いところ』）
- 第2回女性記者ライター映画賞 最優秀新人賞（『遠いところ』）

## 出演

### テレビドラマ
- 下剋上アイドル（2017年4月、チバテレビ） - 主演・高円寺夏海 役[7]
- 派遣社員ひよこ（2017年5月30日、チバテレビ[8]）
- キッチン革命（2023年3月26日、テレビ朝日系列） - 亜由子 役[9]
- 異物-アナザーストーリー-（2023年4月18日 - 5月2日、TOKYO MX） - 主演・ミサキ 役[3]
- OZU 〜小津安二郎が描いた物語〜 第4話「淑女と髯」（2023年12月3日、WOWOW）[10]

### ウェブドラマ
- 愛のある場所（2023年3月31日、YouTube） - マホ 役[11][12]
- パレード（2024年2月29日、Netflix） - リナ 役[13]

### 舞台
- 舞台版「ありがとうの詩」（2017年4月7日 - 9日、新宿シアターブラッツ）- TEAM 青[2]
- 東京DASH!×サン･オフィスコラボ公演『Time Limit Wedding』（2017年5月12日 - 14日、新宿シアターブラッツ[14]）
- ヒロセプロジェクト舞台スピンオフ公演・HIROSE PROJECT LIVE vol.22.5『いつか素敵なシネマのように2017』（2017年8月21日 - 27日、川崎H&Bシアター） - チームN[15]
- リバーサイドストーリー（2018年3月30日 - 4月1日、新宿シアターブラッツ） - 主演[16]
- 舞台「Like a Child」（2018年9月5日 - 9日、新宿シアターブラッツ[17]）
- 舞台『異世界で孤児院を開いたけど、なぜか誰一人巣立とうとしない件』（2019年5月8日 - 12日、シアターグリーン BOXinBOX THEATER） - エリン 役（Vチーム[18]）
- 舞台「惨劇RoopeR Be Playing Stage Game」（2020年2月22日 - 24日、富士見市民文化会館キラリ☆ふじみ マルチホール）- シオリ 役[19]
- 三学演義～”三国志”教育プログラムが導入された学校で三国統一目指します！～（2020年8月26日 - 31日、中野ザ・ポケット） - 双葉・イェリエル・乃愛 役（黄巾[20]）
- LIVEDOG GIRLS「レディ・ア・ゴーゴー!! 2020」（2020年12月6日・7・9 - 12日、新宿村LIVE） - Team Waffle[21]
- 舞台「東京リベンジャーズ」 - ヒロイン・橘日向 役
  - 東京リベンジャーズ（2021年8月6日 - 8日、COOL JAPAN PARK OSAKA WWホール（大阪）/ 8月12日 - 14日、日本青年館ホール（東京）/ 8月19日 - 22日、KT Zepp Yokohama（神奈川））[22]
  - 東京リベンジャーズ - 血のハロウィン編 - （2022年3月18日 - 21日、COOL JAPAN PARK OSAKA WWホール（大阪）/ 3月25日 - 4月3日、サンシャイン劇場（東京））[23]
  - 東京リベンジャーズ -聖夜決戦編-（2023年12月22日 - 25日、東大阪市文化創造館 Dream House 大ホール / 12月29日 - 2024年1月8日、品川プリンスホテル ステラボール）[24]
- 音楽劇『不思議な国のエロス』〜アリストパネス「女の平和」より〜（2024年2月16日 - 25日、新国立劇場 小劇場） - クローエ 役[25]

### 映画
- 遠いところ（2023年7月7日）- 主演・アオイ 役[26][27]
- PLAY!〜勝つとか負けるとかは、どーでもよくて〜 （2024年3月8日）- 松永紗良 役[28]
- 六人の嘘つきな大学生（2024年11月22日） - 里中 役[29]
- 夏の砂の上（2025年7月4日） - 七尾あかり 役[30][31]
- 九龍ジェネリックロマンス（2025年8月29日公開予定） - 小黒 役[32][33]
- 8番出口（2025年8月29日公開予定[34]）

### CM
- ナミックス株式会社『父からのメッセージ』篇（2023年）- ミキ 役[35]
- ステーキハウス ブロンコビリー『ごちそうの日』（2023年[36]）
- ロート製薬メンソレータムメディクイックシリーズ（2024 - 2025年） - ナレーション[37]
- アイリスオーヤマ『全自動洗濯機OSH』『冷蔵庫大凍量』(2025年)

### 劇場アニメ
- すずめの戸締まり（2022年11月11日） - 海部千果 役[38]

### MV
- 足立佳奈 feat.Tani Yuuki「ゆらりふたり」（2021年[39]）
- 優里「恋人じゃなくなった日」（2023年[40]）
- CityCyndrome「キボウノ唄」（2023年[41]）
- 羊文学「GO!!!」（2023年[42]）
- the shes gone「ひらひら」（2025年[43]）

### その他コンテンツ
- Audible Presents モノガタリ by mercari冬編+春編『ジョーンズさんのスカート』（2022年11月30日） - ナレーター[44]）
- ABCマート『STAFF’S STORY』（2023年） - 主人公 役[45]
- 厚生労働省『生き方に寄り添うしごと』（2023年） - 宇多 役[46][47]
- indigo la End『盲目だった』（2024年） - ジャケット[48]
- NHK『名曲考察教室』中島みゆき「悪女」MV（2024年）
- 日鉄興和不動産『I THINK』（2025年） - みどりの親友 役[49]